# Giáo đường Do Thái ở Liptovský Mikuláš
Giáo đường Do Thái ở Liptovský Mikuláš (tiếng Slovakia: Synagóga v Liptovskom Mikuláši) là một tòa nhà được xây dựng theo phong cách cổ điển vào giữa thế kỷ 19, tọa lạc ở số 14 phố Hollého, thành phố Liptovský Mikuláš, vùng Žilina, Slovakia. Ngày 23 tháng 3 năm 1963, giáo đường Do Thái ở Liptovský Mikuláš được ghi danh vào Danh sách Di tích Trung ương theo quyết định của Bộ Văn hóa Cộng hòa Slovakia. Theo Nghị quyết của Chủ tịch Hội đồng Quốc gia Slovakia, địa điểm này được công nhận là di tích văn hóa quốc gia.

## Lịch sử
Giáo đường Do Thái ở Liptovský Mikuláš được xây dựng từ năm 1842 đến năm 1846. Tòa nhà có mặt bằng hình chữ nhật với kích thước 39 x 22 mét. Đây là một trong những giáo đường Do Thái lớn nhất ở Slovakia.
Giáo đường Do Thái ở Liptovský Mikuláš đã bị hư hại ba lần, do hậu quả của các trận hỏa hoạn xảy ra vào các năm 1878, 1883 và 1904. Tòa nhà có diện mạo hiện tại sau khi được cải tạo vào năm 1906. Trong quá trình tái thiết này, nội thất của tòa nhà được thiết kế theo trường phái Tân nghệ thuật.
Hiện tại, tòa nhà được Bảo tàng Janko Kráľ quản lý và là nơi trưng bày một cuộc triển lãm về lịch sử của cộng đồng Do Thái ở Liptovský Mikuláš.